# Guillaume de Montfort (évêque)
Guillaume de Montfort, né à Dinan et mort le 27 septembre 1432 à Sienne en Italie, est un homme d'Église français du XVe siècle, évêque de Saint-Malo et cardinal.

## Biographie
Il était fils de Raoul, seigneur de Montfort et de Gaël et d'Isabeau de la Roche-Bernard, dame de Loudéac (morte en 1400).
Il embrasse jeune l'état ecclésiastique et devient protonotaire apostolique et archidiacre de Dinan. Nommé évêque de Saint-Malo le 13 octobre 1423, il se met l'année suivante à la tête des troupes de Bretagne, et marche contre les Anglais qui avaient assiégé le Mont Saint-Michel, les obligeant à se retirer.
Le pape Martin V lui propose l'évêché de Saint-Brieuc le 28 juin 1424 puis celui de Dol en 1430, mais Guillaume de Montfort les refuse.
Le 29 mai 1424, il s'oppose à Jean V, duc de Bretagne, pendant la construction du donjon du château de Saint-Malo en jetant le caillou. Il affirme ainsi ses droits sur la terre que le duc s'était appropriée. Le pape Martin V le charge, le 23 avril 1431 de rompre le mariage de Louis, marquis de Pont-à-Mousson (1427-1445) et fils du roi de Sicile, avec la princesse Isabelle de Bretagne.
Il est élevé à la dignité de cardinal in pectore par le pape Martin V, le 8 novembre 1430, mais ce dernier meurt l'année suivante. Son successeur au Saint-Siège, le pape Eugène IV, publie sa nomination lors du consistoire du 11 mars 1432. Il reçoit le chapeau cardinalice et le titre de cardinal de Sainte-Anastasie le 13 juin 1423,. Dès lors, il est surnommé « le cardinal de Bretagne. »  
En visite à Rome, il alla secrètement au concile de Bâle, contre la volonté du pape. Il décède subitement en chemin, peut-être empoisonné, le 27 septembre 1432, et est inhumé dans l'église des Cordeliers de Sienne.
L'abbé Manet dit de lui :
« Tous les actes nous le représentent comme un pasteur plein de bonté pour ses ouailles, familier avec ses chanoines comme avec ses égaux, affable et bienfaisant envers tout le monde, en un mot d'une conduite très-édifiante, et jouissant généralement de la réputation d'un saint. »

### Sources et bibliographie
- Louis Moréri, Le grand dictionaire historique ou le melange curieux de l'histoire sacrée et profane sur Google Livres, chez Denys Mariette, 1707, p. 375
- Guy Alexis Lobineau, Hyacinthe Morice, L'Église de Bretagne, depuis ses commencements jusqu'à nos jours sur Google Livres, p. 232
- François Manet, Biographie des Malouins célèbres sur Google Livres, H. Rottier, 1824, p. 364